# Tong Li Publishing

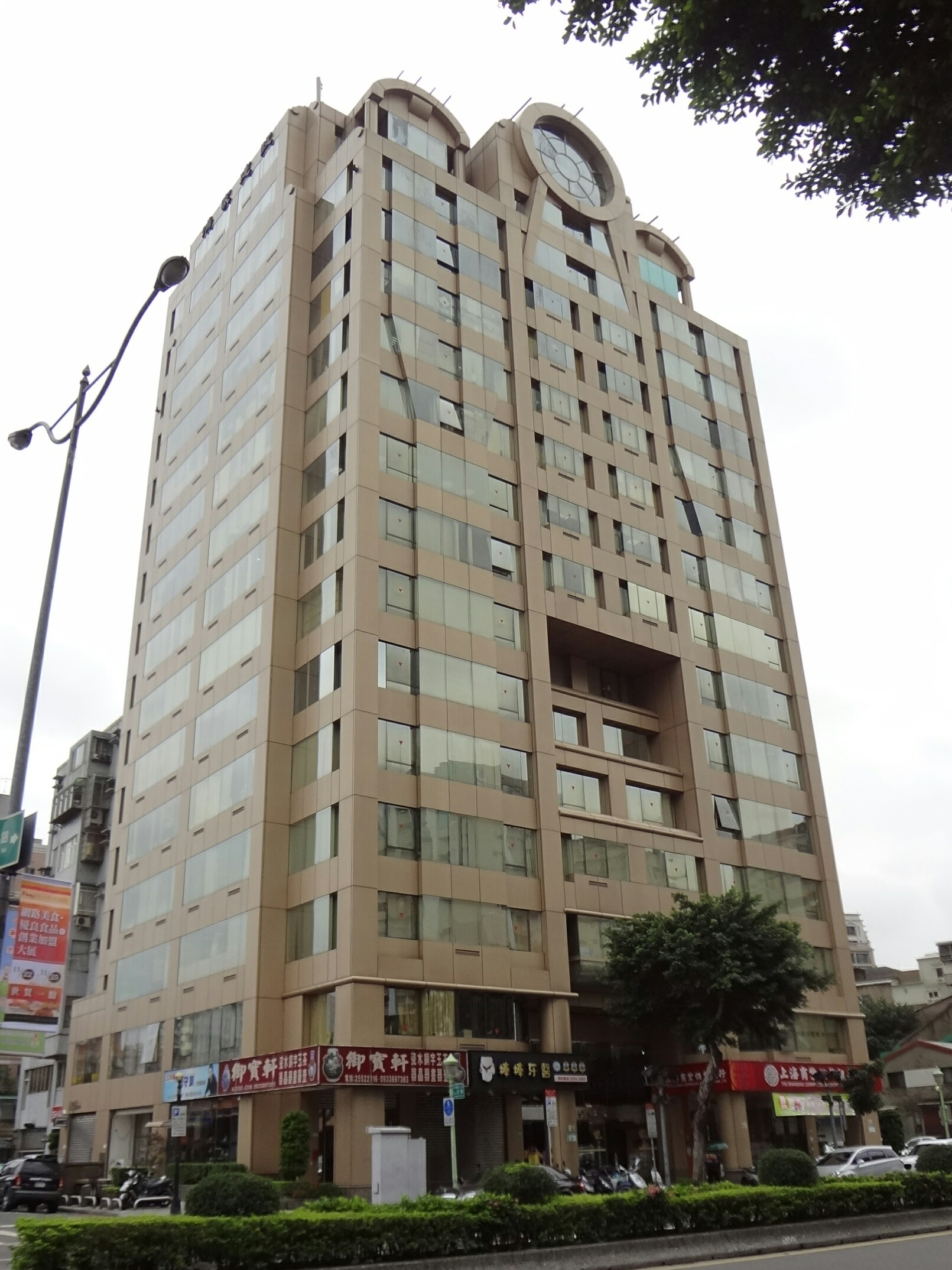
10. OG – Sitz von Tong Li Publishing – State Capital Economic and Trade Building – 首府經貿大廈, Taipeh 2013

Tong Li Publishing (chinesisch 東立出版社 / 东立出版社, Pinyin Dōng Lì Chūbǎnshè, W.-G. Tung Li Ch’upanshe, kurz Tong Li 東立 / 东立) ist ein Comicverlag in Taiwan. Das Unternehmen vertreibt unter dem Imprint Tong Li Comics, kurz TLC, sowohl heimische Comics – Manhuas – als auch Mangas aus Japan und koreanische Manhwa in Lizenz. Neben der Veröffentlichung von Comics vertreibt der Verlag unter anderem auch Light Novels. In Taiwan gehört der Verlag zu den größten Lizenznehmern für Manga. Tong Li hat ein Tochterunternehmen in Hongkong namens Tong Li Publishing Group Limited (東立出版集團有限公司), kurz Tong Li Hong Kong. Der „Tong-Li-Tiger“ bildet das bekannte Maskottchen und Logo des Unternehmens.

## Geschichte
Das Unternehmen wurde 1977 mit neun Mitarbeitern in Tainan gegründet. Es brachte zunächst ausschließlich illegale Kopien japanischer Comics heraus. Dies war in Taiwan lange üblich, da die Lizenzierung kostspielig und von der Regierung streng reguliert war. Nicht lizenzierte Veröffentlichungen wurden dagegen von der Regierung geduldet. Die aus Japan bezogenen Vorlagen wurden kopiert, übersetzt, nach moralischen oder staatlichen Vorgaben zensiert und danach in großer Auflage gedruckt. So wuchs der Ausstoß des Verlags Ende der 1980er Jahre bis auf 50 Manga-Titel pro Monat; von einigen dieser Titel wurden über 100.000 Exemplare verkauft. 20 bis 30 Titel wurden jeden Monat auch in andere südostasiatische Länder verkauft, darunter Singapur und Malaysia. Verlagschef und -gründer Fang Wan-nan (范萬楠) nannte sich wegen seines Erfolgs mit illegalen Kopien selbst „König der Piraten“.
1988 traf Tong Li zusammen mit den anderen großen taiwanischen Verlagen eine Übereinkunft mit japanischen Verlagen, wonach die nicht-lizenzierten Veröffentlichungen zwar nicht unterbunden wurden, doch es gab pauschale Zahlungen nach Japan und im Gegenzug Unterstützung bei der Veröffentlichung aktueller Titel. Tong Li sicherte sich in der Folgezeit 44 % des Manga-Marktes in Taiwan. 1992 führte die Regierung strenge Urheberrechtsgesetze ein, die die Geschäftspolitik der Piraten-Verlage in Taiwan beendeten. Wie andere stellte Tong Li sein Geschäft um und bezog von da an Lizenzen von den japanischen Verlagen. Bereits zuvor waren einzelne Werke in Lizenz erschienen, so Minako Naritas Cipher 1989 vom Publisher Hakusensha und Katsuhiro Otomos Akira 1991 von Kodansha. In der Folgezeit brachte der Verlag auch erste Magazine mit Mangas in Taiwan heraus. Heute veröffentlicht Tong Li über 100 Manga-Titeln im Jahr. Zu den bekanntesten Titeln gehören beispielsweise Mangas wie One Piece, Bleach, Gintama, Hunter x Hunter, Naruto, Shijō Saikyō no Deshi Ken'ichi, Skip Beat u. v. a.

## Manhua-Wettbewerb
Der Verlag richtet seit den 1990er-Jahren verschiedene Manhua-Wettbewerbe für junge Nachwuchstalente in der Comicszene aus, um ihnen ein Einstiegs- und Öffentlichkeitsplattform in der Comic-Industrie zu bieten. Seit 2017 wurde beispielsweise der von 2013 bis 2016 existierende „Tong Li Kreativ-Wettbewerb“ – 東立原創大賽 – aufgrund großer Veränderungen in der Comic- bzw. Manga-Industrie (siehe Webcomic, Webtoon) in der damaligen Form eingestellt und künftig auf andere Weise fortgeführt.

## Magazine

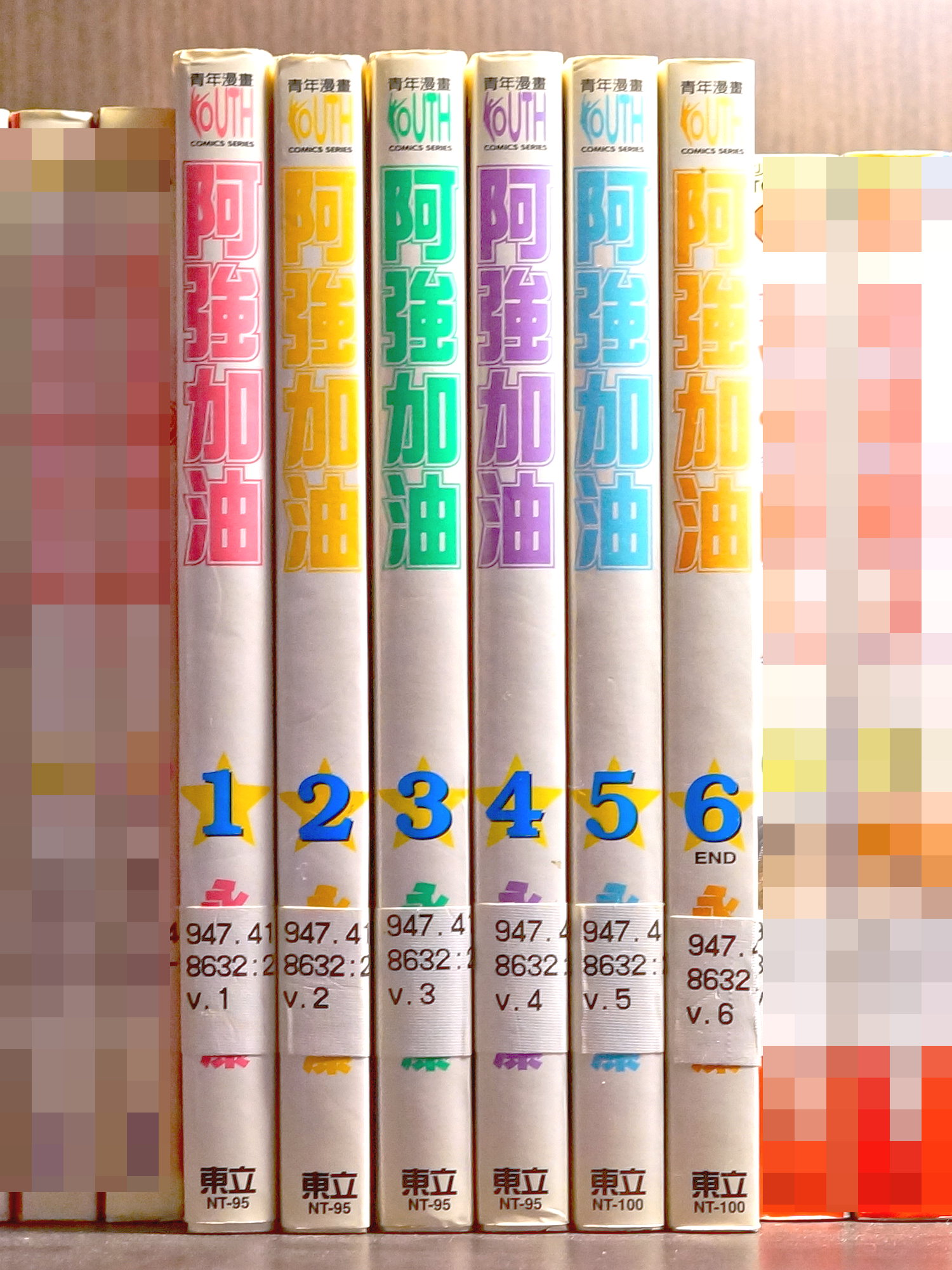
Japanischen Manga als „Einzelbuch“ (Tankōbon) bei Tong Li

| Name                      | Chinesisch 1        | Pinyin                            | Erstausg.     | Einstell. | Erschein.     | Medium        | ISSN      | Ort      | Genre  | Bemerkung                                 |
| ------------------------- | ------------------- | --------------------------------- | ------------- | --------- | ------------- | ------------- | --------- | -------- | ------ | ----------------------------------------- |
| Formosa Youth             | 寶島少年            | Báodǎo Shàonián                   | 19. Sep. 1992 | –         | wöchentl.     | Print         | 1021–3023 | Taiwan   | Shōnen | chin. Ausgabe des Shūkan Shōnen Jump      |
| Dragon Youth              | 龍少年              | Lóng Shàonián                     | 7. Jul. 1992  | −         | monatl.       | Print, E-Book | 1021–3015 | Netz     | Shōnen | E-Book-Ausgabe seit April 2016 …          |
| New Youth Express         | 新少年快報          | Xīn Shàonián Kuàibào              | 17. Sep. 1992 | −         | wöchentl.     | Print         | 1021–3031 | Taiwan   | Shōnen | chin. Ausgabe des Weekly Shōnen           |
| New Youth Express Monthly | 月刊新少年 快報別冊 | Yuèkān Xīn Shàonián Kuàibào Biécè | 1. Okt. 2009  | −         | monatl.       | Print         | −         | Taiwan   | Shōnen | chin. Ausgabe des Monthly Shōnen          |
| New Youth Weekly 2        | 新少年週刊 2        | Xīn Shàonián Zhōukān              | 27. Mär. 1993 | −         | wöchentl.     | Print         | −         | Hongkong | Shōnen | chin. Ausgabe des Weekly Shōnen           |
| Star★Girls                | 星少女              | Xīng Shàonǚ                       | 7. Jul. 1992  | −         | monatl.       | Print, E-Book | −         | Netz     | Shōjo  | E-Book-Ausgabe seit April 2016 …          |
| Young Flower              | 花漾                | Huāyàng                           | 17. Sep. 1992 | Mär. 2016 | monatl.       | Print         | −         | Taiwan   | Shōjo  | halbmonatliche Ausgabe, ab 2009 monatlich |
| Darling+                  | Darling+            | Darling+                          | 28. Jan. 2015 | −         | monatl.       | E-Book        | −         | Netz     | Yaoi   | chin. Ausgabe des Shinshokan-Magazins     |
| Touch+                    | Touch+              | Touch+                            | 12. Jan. 2015 | −         | vierteljährl. | E-Book        | −         | Netz     | Yaoi   | erstes Taiwan-Yaoi-Magazin                |

Fußnoten